# Alcippe à front jaune
Schoeniparus variegaticeps · Avibase
Espèce
Statut de conservation UICN

LC : Préoccupation mineure
L’Alcippe à front jaune ou Pseudominla à front jaune (Schoeniparus variegaticeps) est une espèce chinoise de passereaux de la famille des Pellorneidae.

## Répartition
Cet oiseau est endémique de Chine où il se rencontre dans le sud du Sichuan et dans les montagnes du Nord du Guangxi, mais il peut aussi s'observer entre ces deux régions. Il est présent entre 700 et 2 000 m d'altitude.

## Dénominations
Cet oiseau porte en français les noms vernaculaires ou normalisés suivants : Alcippe à front jaune, Pseudominla à front jaune.

## Statut de conservation
Après avoir été classée comme vulnérable, cette espèce est désormais rangée dans la catégorie « Préoccupation mineure » et ce en raison d'une aire de répartition relativement étendue. Par ailleurs, sa population, bien que d'une taille inconnue, n'est pas considérée comme très petite et n'atteint donc pas les seuils de vulnérabilité.

## Systématique
Le nom valide complet (avec auteur) de ce taxon est Schoeniparus variegaticeps (Yen, 1932).
L'espèce a été initialement classée dans le genre Alcippe sous le protonyme Alcippe variegaticeps Yen, 1932,.
Schoeniparus variegaticeps a pour synonymes :
- Alcippe variegaticeps Yen, 1932
- Pseudominla variegaticeps (Yen, 1932)

### Publication originale
- K. Y. Yen, « Description d'Oiseaux nouveaux de la Chine méridionale », Bulletin du Muséum national d'histoire naturelle, Paris, IN  Groupe, vol. 4, no 4,‎ mai 1932, p. 380-384 (ISSN 1148-8425 et 2420-1901, OCLC 801819388, BNF 34428233, lire en ligne, consulté le 29 avril 2025).